# Bing (série télévisée)
Pour les articles homonymes, voir Bing.
Bing est une série télévisée française de science-fiction en quatre épisodes, réalisée par Nino Monti, scénario de Henri Slotine d'après un roman de Bob Ottum et diffusée en juin 1991 et septembre 1992 sur FR3.

## Synopsis
Des extra-terrestres qui viennent de la planète Héring, sont en orbite géo-stationnaire sur la face cachée de la Lune. Avant d’atterrir sur notre planète, ils envoient désespérément des signaux pour prévenir, en toute politesse, de leur visite toute proche. Hélas, les Terriens sont notoirement arriérés : non seulement ils ne comprennent rien aux messages émis par les extraterrestres et ils refusent même de croire le génial savant Joseph Fiddle, affirmant que les voix entendues viennent bien d’en haut. Afin d’en avoir le cœur net - les extra-terrestres décident d’envoyer un des leurs, Bing, qui prend alors figure humaine, celle de Charles-Albert Dieudonné, journaliste de Channel 13.

## Fiche technique
- Réalisation : Nino Monti
- Scénario : Nino Monti et Henri Slotine
- Musique et orchestration : Hervé Le Duc
- Effets-spéciaux : Jean-Claude Schifrine
- infographiste 2D et 3D : Gerard Benkel

## Distribution
- Jean-Paul Farré : Joseph Fiddle, le scientifique
- Jean-François Garreaud : Bing, l'espion extraterrestre/Charles-Albert Dieudonné
- Claire Nadeau : Gabrielle Schoenbrunn PDG de la chaîne de télévision channel 13
- Marcel Philippot : Un journaliste
- Cathy Ganaye : Félicity
- Christian Jolibois : professeur Brisebois

## Commentaire
- Bing, la série télévisée, est en fait l'adaptation du roman de Bob Ottum (Pardon, vous n'avez pas vu ma planète ?) publié en 1973 aux éditions Jean-Claude Lattès.
- À noter que la série télévisée fait suite au téléfilm de 1986, réalisé par les mêmes auteurs.